# Edward Józef Abramowski

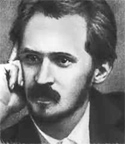
Edward Abramowski

Edward Józef Abramowski (* 17. August 1868 in Stefanin im Gouvernement Kiew; † 21. Juni 1918 in Warschau) war ein polnischer Philosoph, Psychologe, Soziologe und Anarchist. In seinem wissenschaftlichen Werk bemühte er sich um den Brückenschlag zwischen Psychologie und Soziologie.

## Leben
Edward Abramowski kam am 17. August 1868 in Stefanin auf dem Familiengut seiner Eltern zur Welt, wo er die ersten Lebensjahre mit seinen Eltern und seiner Schwester verbrachte. Sein Vater hatte an der Universität Kiew Jura studiert und unterhielt Kontakte mit vielen Intellektuellen jener Zeit. Nach dem Tod der Mutter um 1878 zog die Familie nach Warschau, wo die Kinder zuhause unterrichtet wurden. Zu den Lehrern zählten unter anderem Maria Konopnicka, Konrad Prószyński, Feliks Wermiński und Zygmunt Pietkiewicz. Zudem waren Aleksander Jabłonowski und Włodzimierz Spasowicz häufige Gäste. Bereits mit 15 Jahren begann er 1883 Artikel für die Zeitschrift „Zorza“.
1885 bereitete sich Abramowski in Krakau auf das Abitur vor, begann jedoch ein naturwissenschaftliches Studium an der Universität Krakau als freier Hörer. Es gelang ihm illegale sozialistische Drucke aus Galizien nach Kongresspolen zu schaffen, weshalb er nach Genf ausreisen musste. Dort war er der Universität Genf eingeschrieben, wo er von 1886 bis 1889 an der Naturwissenschaftlichen Fakultät eingeschrieben war, sich jedoch mehr für Philosophie und Soziologie interessierte. In dieser Zeit kam er mit den emigrierten Sozialisten Stanisław Mendelson und Aleksander Dębski in Kontakt.
Im Herbst 1889 kehrte er nach Warschau zurück, um dort die Partei „Proletariat“ (Proletariat) wieder aufzubauen. Er war jedoch nicht mit deren Programm zufrieden, da er Terror als Maßnahme nicht guthieß. Daher gründete er 1891 die Partei „Zjednoczenie“ (Vereinigung), deren Führung er übernahm. Der Tod seiner Frau 1892 sowie die Zerschlagung aller sozialistischen Vereinigung in demselben Jahr erfuhr er eine Lebenskrise und versuchte sich das Leben zu nehmen. Hier begann seine lebenslange Morphiumabhängigkeit. Daraufhin wurde er zurück nach Genf gebracht und ging kurze Zeit später nach Paris, wo er an der Gründung der Polnischen Sozialistischen Partei teilnahm. Aus Paris verwiesen ging er zunächst nach London, dann nach Zürich und 1894 schließlich wieder zurück nach Genf. Hier revidierte Abramowski seine weltanschaulichen Positionen vom Marxismus zum individuellen Anarchismus.
1897 heirate Abramowski erneut, ließ sich kurz darauf wieder scheiden und kehrte nach Polen zurück, wo er sich in Warschau niederließ. Hier verwirklichte er seine Tätigkeiten im Sinne eines „staatenlosen Sozialismus“ (polnisch „socjalizm bespańtwowy“), indem er in Warschau, Genf und in Zakopane sog. „Geisteskommunen“ (polnisch „komuny duchowe“), später „Bruderschaftsorganisationen“ (polnisch „organizacje braterskie“) gründete.
1905 kehrte er nach Warschau zurück, als sich eine größere sozialistische Bewegung bildete und seine Ideen der „Zmowa powszechna przeciwko rządowi“ (Allgemeine Verschwörung gegen die Regierung) Gehör fanden.
In den Jahren 1908 bis 1910 verweilte er in Brüssel und Paris, wo er seine Ideale der Staatenlosigkeit und des ethischen Anarchismus nicht aufgab, sich jedoch immer mehr dem Studium der Psychologie hingab, sodass er sich schließlich ausschließlich mit Psychologie und Metaphysik beschäftigte. So gründete er 1910 das erste psychologische Labor in Warschau, das er später in ein Psychologisches Institut umwandelte. Seit 1915 lehrte er als Professor für Psychologie an der Universität Warschau und hielt auch Vorlesungen zu Fragen der Metaphysik. In dieser Phase setzte er sich insbesondere mit dem Problem dem Unterbewussten auseinander.
Abramowski starb am 21. Juni 1918 in Warschau.

## Theorie
Den von ihm entwickelten wissenschaftlichen Ansatz bezeichnete er selbst als „Phänomenalismus“. Darunter verstand er das Forschungsbemühen, alle Erscheinungen des sozialen Lebens auf die Bewusstseinsinhalte der einzelnen Individuen zurückzuführen.

## Werke (Auswahl)
- Teorja jednostek psychicznych, 1899
- Zagadnienia socjalizmu, 1899
- Etyka a rewolucja, 1899
- Socjalizm a państwo, 1904
- Zmowa powszechna przeciw rządowi, 1905
- Idee społeczne kooperatyzmu, 1906
- Kooperatywa jako sprawa wyzwolenia ludu pracującego, 1912
- Źródła podświadomości i jej przejawy, 1914
- Przyczynek do psychologji myślenia logicznego, 1915